# قلزم

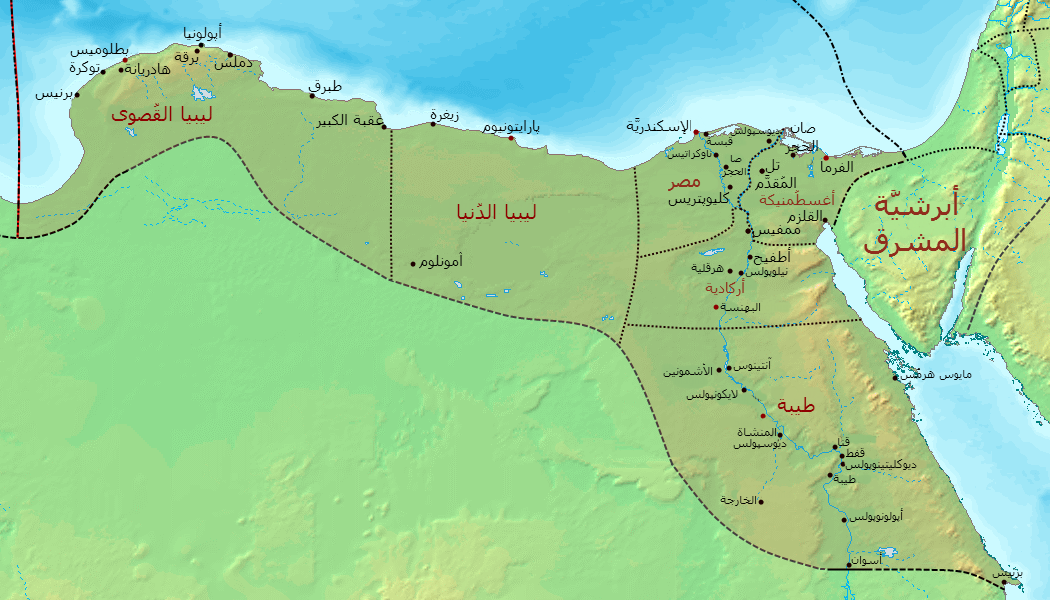
نقشه اسقف نشین مصر (Dioecesis Aegypti) در حدود سال 400 پس از میلاد، فرمانداری های وابسته به آن و مهم ترین شهرها را نشان می دهد.

قُلزُم از شهرها و بندرهای قدیم مصر بر کرانه خلیج سوئز و نقطه پایانی کانال سوئز در سوی دریای سرخ بود. قلزم در نزدیکی کوه طور واقع است از دوران باستان پایانه خاوری کانال قدیم سوئز به‌شمار می‌آمد.
نام قدیم دریای سرخ در متون عربی و فارسی یعنی «دریای قلزم» از نام این شهر گرفته شده‌است.
رومیان این محل را کاستروم (Castrum به معنی دژ) و یونانیان ‎Κλὐδμα‏ (Clysma به معنی نابودی) می‌نامیدند که نام قلزم شکل عربی‌شده نام یونانی آن یعنی کلیسما است.
در افسانه‌ها آمده‌است که محل غرق شدن فرعون که در تعقیب موسی بود در قلزم است و به این خاطر نام قلزم یعنی «نابودی» به آن داده شده‌است. داریوش بزرگ هخامنشی این محل را با کانالی به دریای مدیترانه پیوند داد و یکی از لوحه‌های داریوش نیز در نزدیکی قلزم کشف شده‌است.
همچنین در این شهر بود که مالک اشتر نخعی سردار سپاه علی بن ابی طالب توسط نیروهای تحت امر معاویه و بدست پیرمردی با شربت عسل مسموم گردید و ترور شد

## توصیف‌ها در متون کهن
- مقدسی دربارهٔ قلزم می‌گوید: شهری باستانی در پایان دریای چین واقع است خشک و بی‌روح است نه آب دارد نه آبادی نه کشت و نه حیوان نه هیزم نه درخت نه انگور نه هیچ میوه، آب را با کشتی و با شتر از جایی در فاصله یک برید بنام سویس می‌آورند، آن هم آبی گندیده‌است. ایشان به متلک می‌گویند: خواربار قلزم از بلبیس، آبش از سویس، خوراک مردم آن گوشت تیس (الاغ) است، سقف‌هایش به مصرف سوخت می‌رسد، یکی از کثافت‌خانه‌های دنیا است، آب گرمابه‌هایش تلخ و رنج‌زا، راهش دشوار است ولی مسجدهای زیبا و کاخ‌های استوار و تجارت‌خانه‌های سودآور دارد. انبار مصر و بارانداز حجاز و کمک‌رسان به حاجیان بشمار می‌رود. روزی چیزی مورد نیاز را به یک درم خریدیم، ولی ناچار شدیم یک درم نیز برای نیاز همان بپردازیم. [دیگر شهرهای] این خوره ناخوشایند هستند و یاد کردن آنها سودی ندارد.[۳]
- در دهخدا: شهری است در مصر که میان آن و مصر سه روز فاصله است. این شهر بر ساحل دریا واقع است و سپس به سوی بلاد بجه منعطف می‌گردد و دارای کشت و زرع و باغ و درخت و آب نیست و مردم آب را از چاه‌های دوردست برای مصرف خود می‌آورند. این شهر عمارتها دارد و لشکرگاه مصر و شام بدانجاست. محمولات مصر و شام برای حجاز و یمن از اینجا بارگیری می‌شود.
- یاقوت حموی: اینک این شهر ویران شده و بندر و لشکرگاه کشتی‌ها جایی است نزدیک بدان که آن را سویس خوانند و آنجا هم چندان آباد نیست و ساکنان کمی دارد. گروهی از دانشمندان به قلزم منسوبند. و آنجا که از قصبه‌های مصر یاد می‌کند گوید: رایه و قلزم از قصبه‌های قبلی مصر است و در قلزم فرعون غرق شد، و قلزم در اقلیم سوم است و طول آن ۵۶ درجه و ۳۰ دقیقه و عرض آن ۲۸ درجه و ثلث است.
- مهلبی: به کوه قلزم کوهی پیوسته‌است که در آن مغناطیس یافت می‌شود.
- ابوالحسن بلخی: آن قسمت از دریای هند که از قلزم تا محاذی بطن یمن است آن را دریای قلزم نامند. طول آن سی مرحله است و وسیع‌ترین نقطهٔ عرضی آن جایی است که فاصلهٔ آن سه شب راه است و رفته رفته این فاصله کم می‌شود تا آنکه در قسمتهایی از آن از طرفی می‌توان طرف دیگر را دید تا آنکه به قلزم منتهی می‌گردد. جایی است که فرعون و یارانش در آن غرق شدند، و در مورد آن اختلاف است.
- نخبةالدهر دمشقی ص ۱۶۵: دریای قلزم: این دریا به نام دریای موسی و دریای زیلعنیز نامیده می‌شود، و آن خلیج باریکی است که مانند زبان از دریای یمن بیرون آمده‌است. در این دریا فرعون و سپاهیانش غرق شدند.
- یاقوت حموی: (برقز) آن نیز شاخه‌ای از دریای هند است، از سرزمین بربر و سودان که در بحر زنگ یاد شد و عدن آغاز می‌شود و به سوی باختر کشیده شده تا به شهر «قلزم» نزدیک مصر پایان یابد، و به نام آن «قلزم» خوانده و هر بخش آن به نام جایگاهی که از آن می‌گذرد نامیده شود. در کرانه جنوبی آن، سرزمین بربر و حبشه، و در خاور آن کرانه سرزمین عربستان است. دست چپ کسی که به درون قلزم آید پایانه بربرستان است و سپس به «زیلع» و «حبشه» و در پایان به «بجا» که پیش از این یاد کردم می‌رسد. دست راست او «عدن» و «مندب» است و این تنگه‌ای در کوه در سرزمین یمن بوده‌است که جلو پیشرفت دریا را در خاک یمن گرفته بود، گویند برخی از شاهان باستانی برای غرق کردن دشمن، میان این کوه را با دست افزار به اندازه دو یا سه پرتاب تیر بدرید و آب را باز کرد و چون نتوانست جلو آن را بگیرد ملتهایی را غرق کرد و شهرهایی بی‌شمار از یمن را به زیر گرفت. پس کرانه خاوری قلزم از سرزمین یمن و «جدّه» و «جار» و «ینبع» و «مدین» شهر شعیب پیامبر و «ایله» می‌گذرد و به قلزم می‌رسد و این جایگاهی است که فرعون و قوم او در آن غرق شدند. از این جایگاه تا فسطاط مصر هفت روز راه باشد سپس کرانه به جنوب می‌پیچد تا به «قصیر» رسد و آن بندرگاهی است در برابر «قوص» و میان آن دو، پنج روز راه است. سپس در یک نیم دایره به سوی «عیذاب» و سرزمین «بجاء» می‌پیچد و به حبشه می‌رسد. هرگاه خلیجی را که به سوی بصره می‌شود و خلیجی را که به سوی قلزم پیش رفته‌است در نظر گیریم جزیره عرب را میان دو خلیج ببینیم که دو سوم سرزمین عربستان را در میان گرفته‌است.[۴]